# Kreis Kempen-Krefeld
Der Kreis Kempen-Krefeld war bis zur kommunalen Neugliederung (1970 und 1975) ein Kreis im Westen von Nordrhein-Westfalen, er wurde um die kreisfreie Stadt Viersen erweitert und in Kreis Viersen unbenannt. Er grenzte im Westen an die Niederlande, im Norden an die damaligen Kreise Geldern und Moers (heute: Kreise Kleve bzw. Wesel), im Osten an die kreisfreie Stadt Krefeld und an den Rhein, im Südosten an den Kreis Grevenbroich, im Süden an die kreisfreien Städte Mönchengladbach und (bis 1969) Viersen sowie im Südwesten an den Kreis Heinsberg. Der Kreis Kempen-Krefeld gehörte zum Regierungsbezirk Düsseldorf.

## Geografie

### Höchster und tiefster Punkt
Die höchste Erhebung waren die Süchtelner Höhen mit 90,70 m. Der tiefste Punkt befand sich im Pielbruch (St. Hubert) mit 29,00 m.

### Flüsse
Durch das ehemalige Kreisgebiet fließen der Rhein, die Niers, die Nette und die Schwalm.

### Nachbarkreise
Der Kreis Kempen-Krefeld grenzte 1974 im Uhrzeigersinn im Norden beginnend an die Kreise Geldern und Moers, an die kreisfreie Stadt Krefeld, an den Kreis Grevenbroich, an die kreisfreie Stadt Mönchengladbach sowie an den Kreis Heinsberg. Im Westen grenzte er an die Niederlande.

## Geschichte
Das Kreisgebiet gehörte seit dem Ende des 13. Jahrhunderts bis 1794 drei verschiedenen Territorien an: dem Kurfürstentum Köln, dem Herzogtum Jülich und dem Herzogtum Geldern. In der Zeit der französischen Herrschaft (Franzosenzeit, 1794–1815) lag das ganze Gebiet im Département de la Roer mit Verwaltungssitz in Aachen. Nach der Besitzergreifung durch Preußen wurden 1816 die Kreise Kempen und Krefeld gebildet.
Durch die Neuordnung des rheinisch-westfälischen Industriegebietes wurden 1929 unter anderem die Landkreise Kempen, Krefeld und Gladbach aufgelöst. Dabei entstanden die Stadtkreise Krefeld-Uerdingen (heute Krefeld), Gladbach-Rheydt (heute: Mönchengladbach) und Viersen. Große Teile aus den aufgelösten Landkreisen wurden zum neuen Kreis Kempen-Krefeld zusammengeschlossen. Zusätzlich kamen aus dem Kreis Geldern die Gemeinden Hinsbeck und Leuth hinzu.
Die Gemeinde Born wurde 1936 nach Brüggen eingemeindet. Im selben Jahr wurden die Gemeinden Amern Sankt Georg und Amern Sankt Anton zur Gemeinde Amern zusammengeschlossen. Der Kreis umfasste seitdem auf einer Fläche von 531 km² insgesamt 32 Städte und Gemeinden.
Neben dem Amt Lank, das bis 1969 existierte, wurden 1936 vier weitere kurzlebige Ämter eingerichtet:
- Das Amt Breyell mit den Gemeinden Breyell und Boisheim bestand vom 1. April 1936 bis 1954.[1][2]
- Das Amt Kaldenkirchen mit den Gemeinden Kaldenkirchen und Leuth bestand vom 1. April 1936 bis 1962.[3][4]
- Das Amt Kempen mit der Stadt Kempen sowie den Gemeinden St. Hubert und Schmalbroich bestand vom 1. April 1936 bis 1954.[5][2]
- Das Amt Lobberich mit den Gemeinden Hinsbeck und Lobberich bestand vom 1. April 1936 bis 1954.[3][2]

Mit Wirkung vom 1. Oktober 1969 wurde die Bezeichnung Landkreis durch Kreis ersetzt.
Die kommunale Neugliederung des Kreises begann am 1. Januar 1970 mit dem Gesetz zur Neugliederung des Kreises Kempen-Krefeld und der kreisfreien Stadt Viersen:
- Bracht und Brüggen wurden zu einer neuen, größeren Gemeinde Brüggen zusammengeschlossen.
- Grefrath und Oedt wurden zu einer neuen, größeren Gemeinde Grefrath zusammengeschlossen.
- Hüls, Kempen, St. Hubert, Schmalbroich und Tönisberg wurden zu einer neuen, größeren Stadt Kempen zusammengeschlossen.
- Büderich, Ilverich, Langst-Kierst, Lank-Latum, Nierst, Ossum-Bösinghoven, Osterath und Strümp wurden zur neuen Stadt Meerbusch zusammengeschlossen. Das Amt Lank wurde aufgelöst. Meerbusch wurde in den Kreis Grevenbroich eingegliedert.
- Breyell, Hinsbeck, Kaldenkirchen, Leuth und Lobberich wurden zur neuen Stadt Nettetal zusammengeschlossen.
- Amern und Waldniel wurden zur neuen Gemeinde Schwalmtal zusammengeschlossen.
- St. Tönis und Vorst wurden zur neuen Gemeinde Tönisvorst zusammengeschlossen.
- Boisheim, Dülken und Süchteln wurden mit der bis dahin kreisfreien Stadt Viersen zu einer neuen, größeren Stadt Viersen zusammengeschlossen. Die neue Stadt Viersen wurde in den Kreis Kempen-Krefeld eingegliedert.
- Anrath, Neersen, Schiefbahn und Willich wurden zu einer neuen, größeren Stadt Willich zusammengeschlossen.

Der Kreis Kempen-Krefeld umfasste seitdem noch acht Städte und Gemeinden. Mit dem Düsseldorf-Gesetz wurde schließlich zum 1. Januar 1975 der heutige Zustand hergestellt:
- Hüls wurde aus der Stadt Kempen in die kreisfreie Stadt Krefeld umgegliedert.
- Die Gemeinde Niederkrüchten wurde aus dem Kreis Heinsberg in den Kreis Kempen-Krefeld umgegliedert.
- Viersen wurde neuer amtlicher Kreissitz.
- Aus dem Kreis Kempen-Krefeld wurde der Kreis Viersen.

## Einwohnerentwicklung
| Jahr | Einwohner |
| ---- | --------- |
| 1933 | 142.293   |
| 1939 | 144.901   |
| 1946 | 164.745   |
| 1950 | 185.782   |
| 1960 | 202.700   |
| 1969 | 259.300   |
| 1973 | 265.100   |

## Politik

### Ergebnisse der Kreistagswahlen ab 1946
In der Liste werden nur Parteien und Wählergemeinschaften aufgeführt, die mindestens zwei Prozent der Stimmen bei der jeweiligen Wahl erhalten haben.
Stimmenanteile der Parteien in Prozent
| Jahr | CDU  | SPD  | UWG  | FDP  | DZP  | BHE | KPD |
| ---- | ---- | ---- | ---- | ---- | ---- | --- | --- |
| 1946 | 52,3 | 26,5 |      | 01,3 | 12,7 |     | 6,2 |
| 1948 | 40,6 | 29,7 |      | 05,6 | 19,3 |     | 4,8 |
| 1952 | 37,7 | 27,6 |      | 14,8 | 12,9 | 4,2 | 2,8 |
| 1956 | 42,6 | 32,8 |      | 11,8 | 09,7 | 3,1 |     |
| 1961 | 56,0 | 29,6 |      | 10,8 | 03,6 |     |     |
| 1964 | 52,3 | 34,0 | 04,2 | 09,5 |      |     |     |
| 1970 | 54,4 | 32,9 | 07,1 | 05,6 |      |     |     |

### Landräte des Kreises Kempen-Krefeld
- 1929–1945: Jakob Odenthal
- 1945–9999: Karl Wilhelm Engels
- 1945–1946: Christoph Mülleneisen junior
- 1946–9999: Josef Windhausen
- 1946–1948: Max Clevers
- 1948–1970: Lambert Maaßen
- 1970–1975: Peter Van Vlodrop

### Oberkreisdirektoren
- 1945–1960: Ludwig Feinendegen
- 1960–1984: Rudolf H. Müller (ab 1. Januar 1975 des Kreises Viersen)[12]

### Wappen
Das Wappen, das der Kreis seit 1932 führt und das der Kreis Viersen nach der Umbenennung übernahm, ist das Kreuz als Hoheitszeichen des Kurfürsten von Köln mit dem schwarzen Löwen als Wappenbild des Herzogs von Jülich und dem goldenen Löwen als Wappenbild des Herzogtums Geldern vereinigt. Bis zum Ende des Alten Reiches unterstand das Gebiet des Kreises diesen Landesherren.

## Wirtschaft
Die Wirtschaft im Kreis Kempen-Krefeld war sehr vielseitig.
Neben der Textilindustrie war die Landwirtschaft im Kreis immer ein sehr wichtiger Wirtschaftszweig.

## Verkehr
Autobahnen: 

Der Kreis Kempen-Krefeld hatte 1969 Anschluss an die gerade neu gebauten Autobahnen Neersen – Neuss – Düsseldorf (heute A 52) und Neuwerk – Neersen – Willich (heute A 44)
Die A 2 [E 3] (heute: A 40 Venlo-Dortmund) wurde erst Mitte der 1970er Jahre gebaut.
Die A 61 wurde in den 1970er Jahren von Süden her Richtung Venlo (NL) verlängert. Um 1974 erreichte die A 61 Viersen.
Bundesstraßen, Landesstraßen: 

Durchzogen war der Kreis Kempen-Krefeld durch ein dichtes Netz von Bundes- und Landesstraßen, u. a. führten 1969 die B 7, die B 9, B 57 und die B 509 durch den Kreis.
ÖPNV: 

Durch den Kreis führten 1969 die Bahnlinien Venlo – Dülken – Mönchengladbach – Köln, Duisburg – Krefeld – Anrath – Mönchengladbach – Aachen, Kleve – Kempen – Krefeld – Köln, Kaldenkirchen – Grefrath – Kempen, Schiefbahn Nord – Willich – Krefeld. Eine Straßenbahnlinie führte von St. Tönis, eine andere von Hüls in das benachbarte Krefeld. Außerdem gab es zahlreiche Busverbindungen.

## Gemeinden

### Gemeinden bis 1969
(Einwohner am 30. Juni 1969)
| Städte 1. Dülken (21.668), heute zu Viersen 2. Kaldenkirchen (8.853), heute zu Nettetal 3. Kempen (16.435) 4. Lobberich (11.365), heute zu Nettetal 5. Süchteln (17.150), heute zu Viersen | Amtsfreie Gemeinden 1. Amern (5.537), heute zu Schwalmtal 2. Anrath (9.448), heute zu Willich 3. Boisheim (1.797), heute zu Viersen 4. Bracht (5.082), heute zu Brüggen 5. Breyell (10.020), heute zu Nettetal 6. Brüggen (6.062) 7. Grefrath (7.771) 8. Hinsbeck (4.408), heute zu Nettetal 9. Hüls (12.606), heute zu Krefeld 10. Leuth (2.038), heute zu Nettetal 11. Neersen (5.286), heute zu Willich 12. Oedt (5.743), heute zu Grefrath 13. Osterath (12.695), heute zu Meerbusch 14. St. Hubert (6.703), heute zu Kempen 15. St. Tönis (13.898), heute zu Tönisvorst 16. Schiefbahn (9.910), heute zu Willich 17. Schmalbroich (1.469), heute zu Kempen 18. Tönisberg (3.020), heute zu Kempen 19. Vorst (5.992), heute zu Tönisvorst 20. Waldniel (8.423), heute zu Schwalmtal 21. Willich (14.823) | Amt mit Gemeinden 1. Amt Lank 1. Ilverich (486), heute zu Meerbusch 2. Langst-Kierst (715), heute zu Meerbusch 3. Lank-Latum (8.736), heute zu Meerbusch 4. Nierst (761), heute zu Meerbusch 5. Ossum-Bösinghoven (967), heute zu Meerbusch 6. Strümp (2.489), heute zu Meerbusch |

### Gemeinden 1970 bis 1974
| Städte 1. Kempen 2. Nettetal 3. Viersen 4. Willich | Weitere Gemeinden 1. Brüggen 2. Grefrath 3. Schwalmtal 4. Tönisvorst |

## Kfz-Kennzeichen
Am 1. Juli 1956 wurde dem damaligen Landkreis bei der Einführung der bis heute gültigen Kfz-Kennzeichen das Unterscheidungszeichen KK zugewiesen. Es wurde bis zum 31. Dezember 1974 ausgegeben. Seit dem 2. März 2015 ist es aufgrund der Kennzeichenliberalisierung im Kreis Viersen verfügbar.

### Verwaltungsgeschichtliche Literatur
- Max Bär: Die Behördenverfassung der Rheinprovinz seit 1815. Bonn 1919.
- Rüdiger Schütz (Bearb.): Grundriß zur deutschen Verwaltungsgeschichte. Reihe A: Preußen. Band 7: Rheinland. Marburg 1978.